# Movistar Open 2005 - Qualificazioni singolare
Le qualificazioni del singolare  del Movistar Open 2005 sono state un torneo di tennis preliminare per accedere alla fase finale della manifestazione. I vincitori dell'ultimo turno sono entrati di diritto nel tabellone principale. In caso di ritiro di uno o più giocatori aventi diritto a questi sono subentrati i lucky loser, ossia i giocatori che hanno perso nell'ultimo turno ma che avevano una classifica più alta rispetto agli altri partecipanti che avevano comunque perso nel turno finale.
Le qualificazioni del torneo Movistar Open 2005 prevedevano 32 partecipanti di cui 4 sono entrati nel tabellone principale.

## Teste di serie
1. Peter Luczak (Qualificato)
2. Alessio Di Mauro (primo turno)
3. Juan-Pablo Brzezicki (secondo turno)
4. Albert Portas (Qualificato)

1. Galo Blanco (ultimo turno)
2. Nicolas Devilder (primo turno)
3. Jan Frode Andersen (ultimo turno)
4. Oliver Marach (secondo turno)

## Qualificati
1. Peter Luczak
2. Federico Luzzi

1. Phillip Harboe
2. Albert Portas

## Tabellone

### Legenda
| - Q = Qualificato - WC = Wild card - LL = Lucky loser | - ALT = Alternate - SE = Special Exempt - PR = Protected Ranking | - w/o = Walkover - r = Ritirato - d = Squalificato |

### Sezione 1
|  | Primo turno         | Primo turno           | Primo turno           | Primo turno | Primo turno |  |  | Secondo turno | Secondo turno       | Secondo turno   | Secondo turno | Secondo turno |    |   | Ultimo turno | Ultimo turno | Ultimo turno | Ultimo turno | Ultimo turno |  |
|  |                     |                       |                       |             |             |  |  |               |                     |                 |               |               |    |   |              |              |              |              |              |  |
|  | 1                   | Peter Luczak          | Peter Luczak          | 6           | 6           |  |  |               |                     |                 |               |               |    |   |              |              |              |              |              |  |
|  |                     | Gabriel Moraru        | Gabriel Moraru        | 4           | 2           |  |  | 1             | Peter Luczak        | Peter Luczak    | 7             | 7             |    |   |              |              |              |              |              |  |
|  | Werner Eschauer     | Werner Eschauer       | Werner Eschauer       | 6           | 6           |  |  |               | Werner Eschauer     | Werner Eschauer | 63            | 5             |    |   |              |              |              |              |              |  |
|  | Alvaro Loyola Ruiz  | Alvaro Loyola Ruiz    | Alvaro Loyola Ruiz    | 4           | 1           |  |  |               |                     |                 |               |               |    |   | 1            | Peter Luczak | Peter Luczak | 7            | 6            |  |
|  | Didac Pérez Minarro | Didac Pérez Minarro   | 2                     | 6           | 7           |  |  |               |                     | 5               | Galo Blanco   | Galo Blanco   | 63 | 1 |              |              |              |              |              |  |
|  | Marco Mirnegg       | Marco Mirnegg         | 6                     | 4           | 64          |  |  |               | Didac Pérez Minarro | 4               | 6             | 3             |    |   |              |              |              |              |              |  |
|  | 5                   | Galo Blanco           | Galo Blanco           | 6           | 6           |  |  | 5             | Galo Blanco         | 6               | 4             | 6             |    |   |              |              |              |              |              |  |
|  |                     | Ignacio González King | Ignacio González King | 1           | 2           |  |  |               |                     |                 |               |               |    |   |              |              |              |              |              |  |

### Sezione 2
|  | Primo turno               | Primo turno               | Primo turno     | Primo turno | Primo turno |  |  | Secondo turno             | Secondo turno             | Secondo turno             | Secondo turno  | Secondo turno  |   |   | Ultimo turno              | Ultimo turno              | Ultimo turno              | Ultimo turno | Ultimo turno |  |
|  |                           |                           |                 |             |             |  |  |                           |                           |                           |                |                |   |   |                           |                           |                           |              |              |  |
|  |                           | Diego Moyano              | 6               | 65          | 6           |  |  |                           |                           |                           |                |                |   |   |                           |                           |                           |              |              |  |
|  | 2                         | Alessio Di Mauro          | 3               | 7           | 4           |  |  | Diego Moyano              | Diego Moyano              | Diego Moyano              | 0              | 3              |   |   |                           |                           |                           |              |              |  |
|  | Francisco Fogues Domenech | Francisco Fogues Domenech | 2               | 7           | 6           |  |  | Francisco Fogues Domenech | Francisco Fogues Domenech | Francisco Fogues Domenech | 6              | 6              |   |   |                           |                           |                           |              |              |  |
|  | Marcos Daniel             | Marcos Daniel             | 6               | 65          | 2           |  |  |                           |                           |                           |                |                |   |   | Francisco Fogues Domenech | Francisco Fogues Domenech | Francisco Fogues Domenech | 2            | 4            |  |
|  | Federico Luzzi            | Federico Luzzi            | Federico Luzzi  | 7           | 6           |  |  |                           |                           | Federico Luzzi            | Federico Luzzi | Federico Luzzi | 6 | 6 |                           |                           |                           |              |              |  |
|  | Leonardo Azzaro           | Leonardo Azzaro           | Leonardo Azzaro | 5           | 4           |  |  |                           | Federico Luzzi            | 6                         | 64             | 6              |   |   |                           |                           |                           |              |              |  |
|  | 8                         | Oliver Marach             | Oliver Marach   | 6           | 7           |  |  | 8                         | Oliver Marach             | 2                         | 7              | 2              |   |   |                           |                           |                           |              |              |  |
|  |                           | Franco Ferreiro           | Franco Ferreiro | 4           | 6(1)        |  |  |                           |                           |                           |                |                |   |   |                           |                           |                           |              |              |  |

### Sezione 3
|  | Primo turno     | Primo turno              | Primo turno          | Primo turno | Primo turno |  |  | Secondo turno | Secondo turno        | Secondo turno      | Secondo turno      | Secondo turno |    |   | Ultimo turno | Ultimo turno   | Ultimo turno | Ultimo turno | Ultimo turno |  |
|  |                 |                          |                      |             |             |  |  |               |                      |                    |                    |               |    |   |              |                |              |              |              |  |
|  | 3               | Juan Pablo Brzezicki     | Juan Pablo Brzezicki | 6           | 7           |  |  |               |                      |                    |                    |               |    |   |              |                |              |              |              |  |
|  |                 | Hermes Gamonal           | Hermes Gamonal       | 2           | 64          |  |  | 3             | Juan Pablo Brzezicki | 4                  | 6                  | 5             |    |   |              |                |              |              |              |  |
|  | Phillip Harboe  | Phillip Harboe           | Phillip Harboe       | 6           | 6           |  |  |               | Phillip Harboe       | 6                  | 3                  | 7             |    |   |              |                |              |              |              |  |
|  | Iván Navarro    | Iván Navarro             | Iván Navarro         | 2           | 1           |  |  |               |                      |                    |                    |               |    |   |              | Phillip Harboe | 4            | 7            | 6            |  |
|  | Daniel Köllerer | Daniel Köllerer          | Daniel Köllerer      | 6           | 6           |  |  |               |                      | 7                  | Jan Frode Andersen | 6             | 64 | 3 |              |                |              |              |              |  |
|  | Jorge Aguilar   | Jorge Aguilar            | Jorge Aguilar        | 2           | 2           |  |  |               | Daniel Köllerer      | Daniel Köllerer    | 4                  | 0             |    |   |              |                |              |              |              |  |
|  | 7               | Jan Frode Andersen       | 7                    | 4           | 7           |  |  | 7             | Jan Frode Andersen   | Jan Frode Andersen | 6                  | 6             |    |   |              |                |              |              |              |  |
|  |                 | Martín Vassallo Argüello | 5                    | 6           | 62          |  |  |               |                      |                    |                    |               |    |   |              |                |              |              |              |  |

### Sezione 4
|  | Primo turno            | Primo turno            | Primo turno        | Primo turno | Primo turno |  |  | Secondo turno  | Secondo turno  | Secondo turno | Secondo turno  | Secondo turno  |   |    | Ultimo turno | Ultimo turno  | Ultimo turno  | Ultimo turno | Ultimo turno |  |
|  |                        |                        |                    |             |             |  |  |                |                |               |                |                |   |    |              |               |               |              |              |  |
|  | 4                      | Albert Portas          | Albert Portas      | 6           | 6           |  |  |                |                |               |                |                |   |    |              |               |               |              |              |  |
|  |                        | Júlio Silva            | Júlio Silva        | 0           | 4           |  |  | 4              | Albert Portas  | Albert Portas | 6              | 6              |   |    |              |               |               |              |              |  |
|  | Iván Miranda           | Iván Miranda           | 63                 | 6           | 6           |  |  |                | Iván Miranda   | Iván Miranda  | 1              | 4              |   |    |              |               |               |              |              |  |
|  | Gabriel Trujillo Soler | Gabriel Trujillo Soler | 7                  | 3           | 4           |  |  |                |                |               |                |                |   |    | 4            | Albert Portas | Albert Portas | 6            | 7            |  |
|  | Boris Pašanski         | Boris Pašanski         | Boris Pašanski     | 6           | 6           |  |  |                |                |               | Boris Pašanski | Boris Pašanski | 2 | 62 |              |               |               |              |              |  |
|  | Juan Antonio Marín     | Juan Antonio Marín     | Juan Antonio Marín | 1           | 2           |  |  | Boris Pašanski | Boris Pašanski | 6             | 6(1)           | 6              |   |    |              |               |               |              |              |  |
|  |                        | Dušan Vemić            | 6                  | 3           | 7           |  |  | Dušan Vemić    | Dušan Vemić    | 4             | 7              | 3              |   |    |              |               |               |              |              |  |
|  | 6                      | Nicolas Devilder       | 4                  | 6           | 65          |  |  |                |                |               |                |                |   |    |              |               |               |              |              |  |